# راسدورف (شهر اتریش)
راسدورف (به آلمانی: Raasdorf) یک منطقهٔ مسکونی در اتریش است که در ناحیه گنزرندورف واقع شده‌است. راسدورف ۶۶۴ نفر جمعیت دارد.